# آلون إن ذا دارك (لعبة فيديو 2024)
آلون إن ذا دارك (بالإنجليزية: Alone in the Dark)‏ هي لعبة فيديو قادمة من نوع رعب البقاء من تطوير بيسيز إنترأكتيف ونشر شركة تي إتش كيو نورديك. من المقرر أن تصدر على أجهزة بلاي ستيشن 5، إكس بوكس سيريس إكس وسيريس إس ومايكروسوفت ويندوز. تم الكشف عن اللعبة رسمياً في أغسطس 2022، ويدعم 16 لغة، ومن بينها العربية.

## روابط خارجية
آلون إن ذا دارك على موقع IMDb (الإنجليزية)